# راغنفالد سوما
راغنفالد سوما (بالنرويجية البوكمول: Ragnvald Soma)‏ (10 نوفمبر 1979 في النرويج - ) هو لاعب كرة قدم نرويجي في مركزي قلب الدفاع والدفاع. شارك مع منتخب النرويج تحت 17 سنة لكرة القدم ومنتخب النرويج تحت 18 سنة لكرة القدم ومنتخب النرويج تحت 20 سنة لكرة القدم ومنتخب النرويج تحت 21 سنة لكرة القدم ومنتخب النرويج لكرة القدم. أما مع النوادي، فقد لعب مع رابيد فيينا ونادي بران ونادي فيكينغ ونادي لينغبي ونادي نوردشيلاند ووست هام يونايتد ونادي برينه.

## وصلات خارجية
- راغنفالد سوما على موقع اتحاد النرويج (النرويجية)
- راغنفالد سوما على موقع قاعدة بيانات كرة القدم.إي يو (الإنجليزية)
- راغنفالد سوما على موقع ناشيونال فوتبول تيمز (الإنجليزية)
- راغنفالد سوما على موقع Soccerbase.com (لاعب) (الإنجليزية)
- راغنفالد سوما على موقع عالم كرة القدم.نت (الإنجليزية)
- راغنفالد سوما على موقع AS.com (الإسبانية)